# Eupithecia ponderata
Eupithecia ponderata är en fjärilsart som beskrevs av Karl Dietze 1906. Eupithecia ponderata ingår i släktet Eupithecia och familjen mätare. Inga underarter finns listade i Catalogue of Life.